# Dilana Smith
Dilana Smith, artiestennaam van Dilana Robichaux (Johannesburg, 10 augustus 1972), is een Zuid-Afrikaanse zangeres.

## Biografie
Dilana werd geboren als Dilana Jansen van Vuren en opgevoed door haar moeder, de operazangeres en actrice Dina Smith. Haar achternaam veranderde in 'Smith' rond haar tweede levensjaar, toen haar moeder trouwde met haar stiefvader, die haar adopteerde. In haar jeugd gaf ze optredens in en rond Pretoria en Johannesburg. Op haar zestiende begon ze de groep Wozani. Met de single Dancing in the Moonlight stond de groep zes weken op nummer 1 in de Zuid-Afrikaanse hitparade.
In 1996 verhuisde Dilana naar de Nederlandse stad Emmen en vormde ze met een nieuwe groep muzikanten de groep Caz. In drie jaar tijd trad ze zo'n 500 keer met de band op en verkochten ze 12.000 demo-tapes.
In mei 1999 belde producer Erwin Musper haar op met de vraag of ze een duet met Jan Koster wilde opnemen. De samenwerking leidde tot haar debuutalbum Wonderfool, die in 2000 uitkwam. De eerste twee singles, Do You Now en To All Planets, werden beide uitgeroepen tot 3FM Megahit en bescheiden succesjes in de Nederlandse hitlijsten. To All Planets werd bovendien als soundtrack gebruikt voor de film Lek. Het album Wonderfool stond drie weken in de Album Top 100 en bracht nog twee singles voort: Breakfast in Central Park en The Great Escape.
In de zomer van 2000 trad Dilana met Nederlandse artiesten op tijdens de Olympische Spelen in Sydney. In 2001 maakte ze vervolgens een tournee door Nederland in het kader van de Marlboro Flashback Tours, waarbij zij nummers van Skunk Anansie speelde. Ondertussen werd door haar platenmaatschappij het jaar 1975 als geboortedatum aangehouden, omdat men dacht dat haar kansen in de muziekwereld zo gunstiger werden. Later in 2001 zong Dilana de titelsong van de film Soul Assassin, maar het nummer flopte.
Ondanks een eigen fanclub die 7000 leden telde en het uitgroeien tot een graag geziene artieste op popfestivals, verdween Dilana na 2002 uit de spotlights. Pas in 2006 dook ze weer op toen ze meedeed aan het Amerikaanse programma Rock Star: Supernova. Ze eindigde hierin als tweede en maakte eind 2006 een tournee door de Verenigde Staten. Ze bracht enkele covers uit, zoals Roxanne en Killer Queen, en nam een duet op met Gilby Clarke van Guns N' Roses. Met het nummer Roxanne trad ze op in The Ellen DeGeneres Show. In 2009 kwam in digitale vorm haar album Inside Out uit. Vervolgens schreef ze de muziek voor de film Angel Camouflaged, waarin zij zelf een hoofdrol speelt.
In 2013 keerde Dilana terug naar Nederland om haar derde album Beautiful Monster te promoten. Sindsdien treedt ze weer regelmatig in Nederland op, vooral in kleine plaatsen en zalen. In 2016 nam ze deel aan The voice of Holland.

## Discografie

### Albums
| Jaar | Albumgegevens                                                                              | Topnotering        |
| ---- | ------------------------------------------------------------------------------------------ | ------------------ |
| 2000 | Wonderfool - Verschenen: 4 mei 2000 - Platenlabel: Red Bullet - Format: cd                 | 62 (Album Top 100) |
| 2009 | Inside Out - Verschenen: 17 november 2009 - Platenlabel: Kabunk Records - Format: download |                    |
| 2013 | Beautiful Monster - Verschenen: 2013 - Platenlabel: Rusty Harp Records - Format: cd        |                    |

### Singles
| Jaar | Liedje                                | Album                    | Topnotering | Topnotering | Topnotering |
| Jaar | Liedje                                | Album                    | IS          | NL          | ZA          |
| ---- | ------------------------------------- | ------------------------ | ----------- | ----------- | ----------- |
| 1996 | Dancing in the Moonlight (met Wozani) | Dancing in the Moonlight | -           | -           | 1           |
| 2000 | Do You Now                            | Wonderfool               | -           | 29          | -           |
| 2000 | To All Planets                        | Wonderfool               | -           | 25          | -           |
| 2000 | The Great Escape                      | Wonderfool               | -           | 82          | -           |
| 2001 | Soul Assassin                         | -                        | -           | -           | -           |
| 2006 | Roxanne                               | -                        | 1           | -           | -           |
| 2007 | Killer Queen                          | -                        | 9           | -           | -           |
| 2007 | Holiday                               | Inside out               | -           | -           | -           |

### Liedjes in andere media
| Jaar | Titel                     | Soort                      | Liedje          |
| ---- | ------------------------- | -------------------------- | --------------- |
| 2000 | Lek                       | Film                       | To All Planets  |
| 2001 | Soul Assassin             | Film                       | Soul Assassin   |
| 2007 | Passions                  | Tv-serie aflevering 1.2039 | Supersoul       |
| 2007 | WTA Tour Championships    | Tv-sportprogramma          | Killer Queen    |
| 2008 | When women rule the world | Tv-serie, aflevering 1.8   | Killer Queen    |
| 2010 | Angel Camouflaged         | Film                       | Diverse liedjes |